# Écoute (thème biblique)
Pour les articles homonymes, voir Écoute.
 (juin 2025).
Motif : Après un début d'élagage des interprétations personnelles, il apparaît que cette page est essentiellement un TI.
- Archive Wikiwix
- Bing
- Cairn
- DuckDuckGo
- E. Universalis
- Gallica
- Google
- G. Books
- G. News
- G. Scholar
- Persée
- Qwant
- (zh) Baidu
- (ru) Yandex
- (wd) trouver des œuvres sur Wikidata

| 1. | Préciser le motif de la pose du bandeau. | Précisez le motif de la pose du bandeau en utilisant la syntaxe suivante : {{admissibilité à vérifier\|date=juillet 2025\|motif=remplacez ce texte par le motif}}                            |
| 2. | Informer les utilisateurs concernés.     | Pensez à avertir le créateur de l'article, par exemple, en insérant le code ci-dessous sur sa page de discussion : {{subst:avertissement admissibilité à vérifier\|Écoute (thème biblique)}} |

 (août 2023).
 (juin 2025).
L'écoute est un thème récurrent dans la Bible, en particulier dans le Premier Testament.

## L'écoute dans le Premier Testament

### Vocabulaire biblique
Dans le Tanakh, le sens le plus important est l'écoute. Delphine Horvilleur écrit : « On trouve dans le judaïsme et ses rites une très grande méfiance vis-à-vis du regard et du sens de la vue. Régulièrement présentés comme susceptibles de détourner l'homme du droit chemin, ils sont perçus comme moins fiable que d'autres sens, l'ouïe notamment. »
Deux racines trilittères expriment l'écoute : שמע et אזן. Le verbe formé sur שמע, shema, qui tient un rôle plus important dans la Bible hébraïque, a une signification plus large que son équivalent français : selon le contexte, il peut signifier « entendre », « écouter », « obéir » ou même « apprendre ». La racine אזן, ozen, donne habituellement un substantif signifiant « oreille », mais le verbe correspondant est attesté lui aussi, « prêter l'oreille », « tendre l'oreille ». Il a une connotation plus poétique que שמע, pour lequel il sert souvent de parallèle synonymique.

### Deutéronome
Dans le Nouveau Testament, le Chema Israël est mentionné par Jésus comme le « premier commandement » (évangile selon Marc 12:29).

### Samuel
Dans le premier livre de Samuel, Samuel est un enfant, serviteur du prophète Élie. La nuit, plusieurs fois de suite, il entend la voix de Dieu qui l'appelle par son nom. Il se précipite vers Élie, pensant que l'appel vient de lui. Élie, comprenant que c'est Dieu qui appelait Samuel, lui conseille, la prochaine fois qu'il s'entendra appeler, de répondre « Parle, Seigneur, ton serviteur écoute ». L'écoute devient un élément central de la relation entre Samuel, futur prophète, et Dieu, et plus largement, une porte d'entrée vers l'accomplissement de la volonté divine.

### Élie
Dans le premier Livre des Rois, Élie , seul survivant des prophètes de YHWH et menacé de mort après avoir passé par les armes 400 prophètes de Baal, fuit au désert. Après un long cheminement, il se réfugie dans une grotte de l'Horeb.

« 19:11 L'Éternel dit: Sors, et tiens-toi dans la montagne devant l'Éternel! Et voici, l'Éternel passa. Et devant l'Éternel, il y eut un vent fort et violent qui déchirait les montagnes et brisait les rochers: l'Éternel n'était pas dans le vent. Et après le vent, ce fut un tremblement de terre: l'Éternel n'était pas dans le tremblement de terre.
19:12 Et après le tremblement de terre, un feu: l'Éternel n'était pas dans le feu. Et après le feu, un murmure doux et léger.
19:13 Quand Élie l'entendit, il s'enveloppa le visage de son manteau, il sortit et se tint à l'entrée de la caverne. »

— 1 Rois, 19:11-13
Comme dans Samuel, l'écoute se retrouve comme thème central, permettant à Élie de reconnaître Dieu ; ici, l'écoute est présentée comme une écoute subtile, presque l'écoute du silence, qui permet à ceux qui sont attentifs de reconnaître les œuvres dans lesquelles Dieu est.

## Écoute et autorité
Moïse éprouve le besoin de donner des consignes en ce sens à ceux sur qui il va pouvoir se décharger partiellement de sa fonction de juge.
« Vous écouterez les causes de vos frères, et vous trancherez avec justice les affaires de chacun avec son frère, ou avec l'émigré... Vous n'aurez pas de partialité dans le jugement : écoutez donc le petit comme le grand, n'ayez peur de personne, car le jugement appartient à Dieu. » (Dt 1,16-17).
Cette autorité est une autorité déléguée, elle appartient en propre à Dieu. C'est sur cette conviction que s'appuie l'impartialité du jugement[Interprétation personnelle ?]. Or, comme le montre la citation plus haut, "l'impartialité du jugement commence par l'impartialité de l'écoute"[Interprétation personnelle ?].

### Écoute et obéissance de l'homme de Dieu

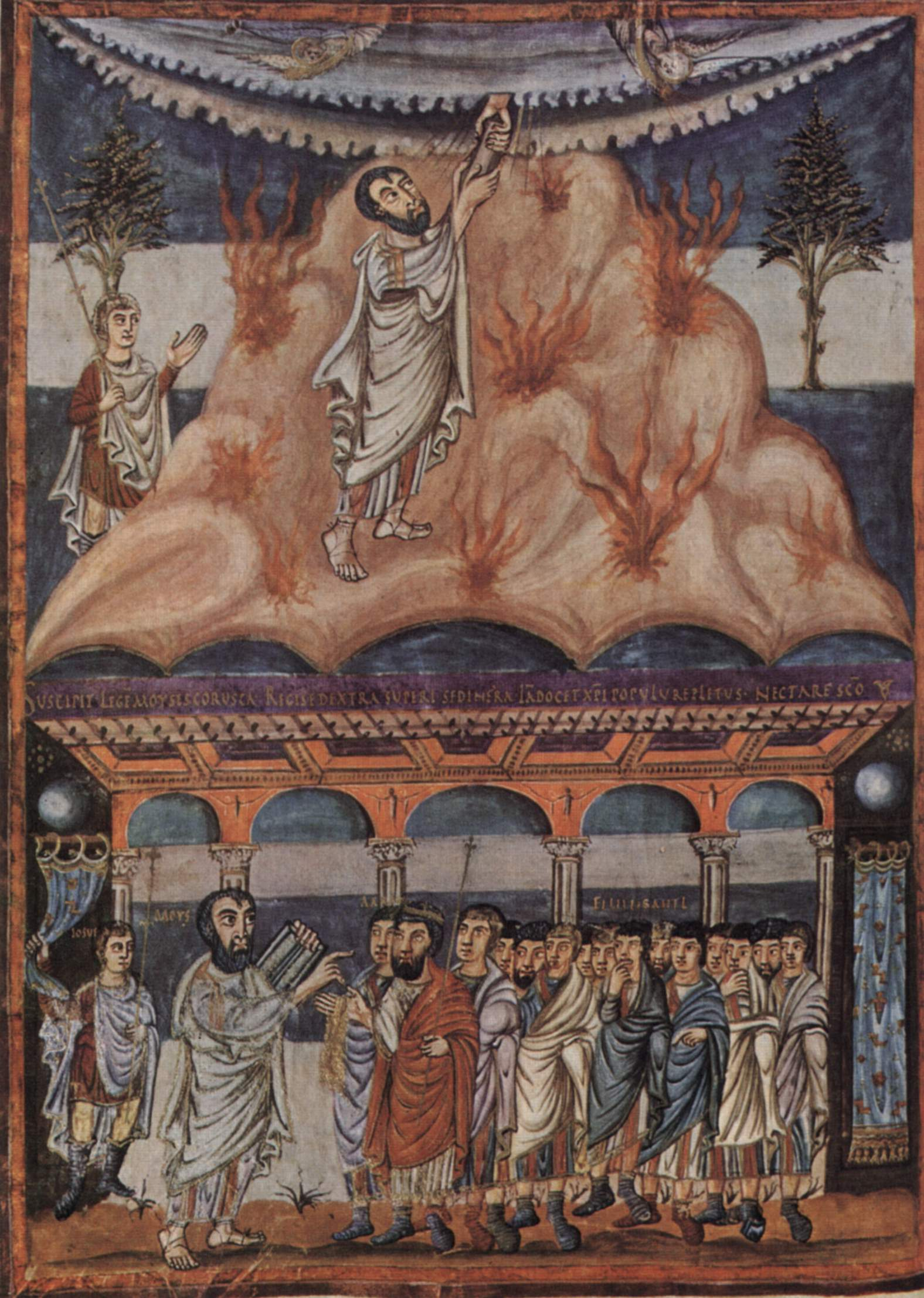
Moïse reçoit la Parole de Dieu et peut ensuite la transmettre au Peuple rassemblé. On distingue Josué à chaque fois derrière lui, lui qui prendra sa succession.

De fait, celui qui écoute Dieu peut susciter l'obéissance à Dieu en devenant un intermédiaire[Interprétation personnelle ?].
« Toi, approche pour écouter toutes les paroles de YHWH notre Dieu. Toi, tu nous rediras tout ce que YHWH notre Dieu t'aura dit, et nous l'écouterons, nous le mettrons en pratique » (Dt 5,27)[réf. non conforme].
Ce dernier texte nous[Interprétation personnelle ?] permet de rappeler que le verbe « écouter » peut parfois se traduire « obéir »[source insuffisante]. Le prêtre, le prophète et le roi assument tous une fonction d'intermédiaire entre Dieu et son Peuple[Interprétation personnelle ?]. Cela suppose de leur part une écoute attentive[Interprétation personnelle ?] de Dieu.
Ce rôle d'intermédiaire, qu'illustra de manière emblématique Moïse[Interprétation personnelle ?], est clairement[Interprétation personnelle ?] décrit en Dt 5,4-5[réf. non conforme] : « YHWH a parlé avec vous face à face ... je me tenais entre YHWH et vous ... pour vous annoncer la parole de YHWH ». Non seulement cet intermédiaire transmet les paroles ou les commandements de Dieu, mais il peut intervenir comme intercesseur, et sa prière sauver le Peuple (Dt 9,19 ; 10,10)[réf. non conforme].
Un intermédiaire peut donc avoir un rôle éminemment positif, mais il peut tout au contraire se révéler désastreux[Interprétation personnelle ?]. Le faux prophète sera puni de mort[Interprétation personnelle ?].
Dt 18,19-20 : « Si un homme n'écoute pas mes paroles qu'il [le prophète] dit en mon Nom, moi-même lui en demanderait compte. Mais si le prophète ose dire des paroles en mon Nom que je ne lui aurais pas commandé de dire... il mourra, ce prophète ».
C'est pourquoi un discernement est toujours de mise. Le critère de discernement est l'attachement au seul Dieu d'Israël[Interprétation personnelle ?] (tout Dt 13, spécialement les versets 2 à 5). Au contraire, les « nations » s'égarent en écoutant différents types de manipulateurs : magiciens, sorciers, astrologues et devins... (Dt 18,14), car elles n'ont rien pour s'en défendre.
Tout cela souligne l'importance d'un prophète authentique[Interprétation personnelle ?], qui transmet vraiment la parole qu'il a reçue de Dieu[Interprétation personnelle ?]. Dt 18,15 : « un prophète du milieu de toi, d'entre tes frères, comme moi [Moïse], sera mis en évidence pour toi par YHWH ton Dieu, c'est lui que vous écouterez ». Ce verset suscitera l'attente d'un prophète extraordinaire, l'égal de Moïse, et alimentera l'attente messianique. « Un homme qui n'écouterait pas mes paroles qu'il (le prophète) dit en mon Nom, moi-même je lui en demanderai compte » (Dt 18,19). En effet, la fin du Deutéronome précise bien : « Il ne s'est plus levé en Israël de prophète comme Moïse, qui connaissait YHWH face à face » (34,10).
L'intermédiaire qui écoute Dieu n'est pas le relais d'un tyran[Interprétation personnelle ?]. Dieu cherche à se faire obéir non comme un despote, mais comme un éducateur[Interprétation personnelle ?]. « Du ciel il t'a fait écouter sa voix pour t'éduquer » (Dt 4,36 ; voir aussi 8,5 ; 11,2). Cette obéissance (cette écoute) est la manière pour le Peuple d'accueillir l'Alliance que Dieu noue avec lui, elle est donc comme une condition de validité ou de pérennité de cette Alliance[Interprétation personnelle ?].
En fait, les commandements de Dieu sont des moyens de s'ouvrir au bonheur dont Dieu veut combler son Peuple[Interprétation personnelle ?]. Ce bonheur est disponible, Dieu nous le propose, mais nous avons encore à nous en saisir, à nous l'approprier[Interprétation personnelle ?]. C'est une autre logique que l'apparent donnant-donnant, c'est la logique des deux voies : « Vois, je vous donne aujourd'hui bénédiction et malédiction, bénédiction si vous écoutez les commandements de YHWH votre Dieu... malédictions si vous n'écoutez pas les commandements... si vous vous écartez de la voie que je vous prescris » (Dt 11,26 à 28).
Cette écoute obéissante constitue Israël comme le Peuple de l'Alliance, le Peuple de Dieu[Interprétation personnelle ?]. L'écoute silencieuse de tout le peuple souligne la solennité du contrat d'Alliance avec Dieu[Interprétation personnelle ?]. Effort de silence[style à revoir] nécessaire pour une « intensité » de l'écoute en accord avec l'importance du moment[Interprétation personnelle ?] : « Fais silence et écoute, Israël, aujourd'hui YHWH ton Dieu t'a constitué comme son Peuple. Tu écouteras la voix de YHWH ton Dieu et tu agiras selon les commandements et les décrets que moi je te commande aujourd'hui » (Dt 27,9-10).

### Écoute et proximité de Dieu
L'écoute de Dieu suppose une proximité. Celle-ci peut être redoutable et/ou harmonieuse[Interprétation personnelle ?]. La Bible affirme que « nul ne peut voir Dieu sans mourir ». C'est pourquoi cette proximité déclenche la peur et le besoin d'un intermédiaire[Interprétation personnelle ?] (Dt 18,16-17). En même temps le Deutéronome montre que l'audition de Dieu est possible, elle est même l'un des grands privilèges d'Israël[Interprétation personnelle ?]. Le texte majeur[Interprétation personnelle ?] à ce sujet est Dt 4,32-40, mais nous[style à revoir] pouvons nous contenter de citer Dt 5,24 : « nous avons vu que Dieu parlait avec l'homme et que celui-ci restait vivant ». Il semblerait que l'audition permette un premier contact avec Dieu[Interprétation personnelle ?]. La vision irait plus loin dans la proximité. Dt 4,12 insiste : « une voix parlait, et vous l'écoutiez, mais vous n'aperceviez aucune forme, il n'y avait rien d'autre que la voix ».
Si Israël écoute son Dieu, il apparaîtra comme sage et avisé, il sera admiré des autres nations[Interprétation personnelle ?], car la connaissance de la Loi lui permet d'agir en se fondant sur de vraies valeurs[Interprétation personnelle ?] et de savoir les mettre en pratique[Interprétation personnelle ?]. Israël aura la réputation d'être intelligent[Interprétation personnelle ?]. Les préceptes de sa Loi seront pour cela enviés[Interprétation personnelle ?]. Alors YHWH pourra répondre aux invocations de son Peuple et ainsi montrer qu'il en est proche[Interprétation personnelle ?].
De fait, Dieu écoute aussi[Interprétation personnelle ?] : il a écouté son Peuple en premier, avant même qu'il soit un Peuple[Interprétation personnelle ?]. La libération d'Égypte est le grand témoin de YHWH compatissant pour son Peuple[Interprétation personnelle ?] (par ex. Dt 26,7-8). L'exaucement est une preuve (pas toujours donnée) de cette écoute, au point que parfois on traduira "écouter" par « exaucer ». Dans l'autre sens, Dieu n'écoute pas les ennemis de son Peuple[Interprétation personnelle ?] : « YHWH ton Dieu n'accepta pas d'écouter Balaam, et YHWH ton Dieu retourna la malédiction en bénédiction car il t'aime, YHWH ton Dieu » (Dt 23,6). L'écoute doit devenir une attitude réciproque et elle devient alors un dialogue où devient perceptible cette vérité[pas clair] : « il t'aime, YHWH ton Dieu ».

### Écoute et conversion
La proximité harmonieuse est la conséquence de la conversion, de l'écoute réciproque, attitude d'adhésion à Dieu[Interprétation personnelle ?] : « dans les jours à venir, tu reviendras à YHWH ton Dieu et tu écouteras sa voix. » (Dt 4,30). C'est cette attitude que cherche l'impératif « Écoute, Israël ».
Cette exigence de Dieu a pour but le Bonheur[Interprétation personnelle ?] : « Tu écouteras, Israël, tu seras attentif à accomplir ce qui te fera du bien et te multipliera » (Dt 6,3). Le simple bonheur naturel est inclus dans ce projet bienveillant de Dieu, tout en le débordant et en se transmettant aux générations futures (Dt 12,28).
Avec tous ses sens de l'écoute, nous[style à revoir] pouvons maintenant revenir sur le premier verset qui a retenu notre attention[style à revoir] : « Écoute, Israël, YHWH est notre Dieu, YHWH est un/unique, tu aimeras YHWH ton Dieu de tout ton cœur, de toute ton âme et de toute ta vigueur » (Dt 6,4-5). Il existe bien des traductions de ce verset (par exemple : « YHWH est notre Dieu, YHWH seul »), mais par rapport à notre[style à revoir] thème, l'essentiel est clair[Interprétation personnelle ?]. L'impératif « Écoute » introduit la nécessité (non arbitraire, mais découlant de la nature des choses) d'aimer YHWH[Interprétation personnelle ?]. Nous pouvons déduire de ces versets que l'écoute est la première étape de l'amour de YHWH[Interprétation personnelle ?]. Ce commandement est, par l'impératif « Écoute », un appel à l'attention nécessaire pour aimer Dieu, pour cultiver sa proximité et les moyens de s'y maintenir[Interprétation personnelle ?]. Ces moyens sont l'obéissance, le discernement et l'écoute des vrais prophètes, l'impartialité dans le jugement[Interprétation personnelle ?]...
La suite du texte peut être vue comme une description de l'écoute comme attitude englobant toute la personne[Interprétation personnelle ?] : « Ces paroles que moi je te commande aujourd'hui, [qu'elles soient] dans ton cœur ». En conséquence, "tu les inculqueras à tes fils, tu en parleras [en toutes circonstances]" (Dt 6,6-7). Ici, nous[style à revoir] retrouvons aussi le fait que l'éducation des parents conditionne l'attitude envers Dieu[Interprétation personnelle ?].
L'écoute de Dieu conduit les membres de son Peuple non seulement à une attitude filiale envers Dieu, mais encore à une attention aux autres membres du Peuple[Interprétation personnelle ?]. En d'autres termes, l'écoute théologale conduit à une écoute plus humaine. Inversement, le refus d'écouter YHWH aura pour conséquence l'Exil, la confrontation et l'immersion dans des cultures et des langues qu'Israël ne saura pas écouter[Interprétation personnelle ?] (comprendre) : Dt 28,47-64, en particulier 28,49 & 62.
En fait, l'Alliance contractée et assumée ouvre des capacités d'écoute (compréhension) pour lire les évènements de l'histoire comme autant de signes de Dieu[Interprétation personnelle ?] : « jusqu'aujourd'hui, YHWH ne vous avait pas donné un cœur pour connaître, des yeux pour voir, des oreilles pour écouter » (Dt 29,3). Cela concerne en particulier l'évènement fondateur de la sortie d'Égypte mentionnée en 29,1-2.
C'est cela la circoncision du cœur[Quoi ?] (Dt 30,1-10), qui procure cette proximité, cette intimité de Dieu permanente[Interprétation personnelle ?] (Dt 30,11-14) : « Écoute Israël, tu aimeras YHWH ton Dieu », car « il t'aime, YHWH ton Dieu ».